# Pseudanthias hutomoi
Pseudanthias hutomoi és una espècie de peix de la família dels serrànids i de l'ordre dels perciformes.

## Morfologia
- Els mascles poden assolir 12 cm de longitud total.[4][5]

## Hàbitat
És un peix marí de clima tropical i associat als esculls de corall que viu fins als 54 m de fondària.

## Distribució geogràfica
Es troba a Indonèsia, Papua Nova Guinea i les Filipines.